# Bryopolia chamaeleon
Bryopolia chamaeleon là một loài bướm đêm trong họ Noctuidae.